# Partido judicial de Villafranca del Bierzo
El antiguo partido judicial de Villafranca del Bierzo era un Partido Judicial de la provincia de León, España.
Desaparece en 1966, pasando su jurisdicción a Ponferrada.

## Municipios pertenecientes
Estaba situado en el extremo noroccidental de la provincia.
Los 21 municipios bajo su jurisdicción en 1950 eran los siguientes:
- Arganza
- Balboa
- Barjas
- Berlanga del Bierzo
- Cacabelos
- Camponaraya
- Candín
- Carracedelo
- Corullón
- Fabero
- Oencia
- Paradaseca
- Peranzanes
- Sancedo
- Sobrado
- Trabadelo
- Valle de Finolledo
- Vega de Espinareda
- Vega de Valcarce
- Villadecanes
- Villafranca del Bierzo